# لوران غويو
لوران غويو (بالفرنسية: Laurent Guyot)‏ (17 ديسمبر 1969 فرنسا - ) هو لاعب كرة قدم فرنسي يلعب كمدافع.

## روابط خارجية
- لوران غويو على موقع قاعدة بيانات كرة القدم.إي يو (الإنجليزية)
- لوران غويو على موقع ليكيب (الفرنسية)